# 印度共产党（马列）组织委员会
印度共产党（马列）组织委员会（英語：Organizing Committee, Communist Party of India (Marxist–Leninist)），也被称为比哈尔-孟加拉委员会，是印度的由 b.n. Sharma 领导的共产主义组织。
印共（马列）组委与印度共产主义革命者团结中心（马列）密切合作。两个组织就工会团结问题进行了一段时间的合作。举例来说，关于组建联合学生阵线的讨论已经展开。然而，当印度共产主义革命者团结中心（马列）的孟加拉委员会陷入琐碎冲突时，这个过程被打断了。 1988年，印共（马列）组委与其他四个团体合并，组成印度共产主义革命者中心。